# ハプログループD1a1 (Y染色体)
ハプログループD-Z27276 (Y染色体)（ハプログループD-Z27276 (Yせんしょくたい)、英: Haplogroup D-Z27276 (Y chromosome)）、系統名称ハプログループD1a1とは、分子人類学で用いられる、人類のY染色体ハプログループ（単倍群）の分類のうち、ハプログループDの子系統D1のサブクレード（細分岐）の一つで、「Z27276, Z27283, Z29263」の変異を持つタイプの子孫の系統である。

## 概要
ハプログループD1a1はチベット人の58.6% にみられる。日本人にも極僅かに観察される。D1aからD1a2 とともに5万年前に分岐した。

## サブグループ
2020年4月16日改訂のISOGGの系統樹（ver.15.58）による。
- D1a1 (F6251/Z27276) 最近共通祖先45100年前
  - D1a1a (M15)　チベット等
    - D1a1a1 (F849)　最近共通祖先34100年前
      - D1a1a1a (N1)　最近共通祖先16900年前
        - D1a1a1a1 (Z27269)
          - D1a1a1a1a (PH4979)　最近共通祖先10500年前
            - D1a1a1a1a1 (BY15199/Z29428)　最近共通祖先9500年前
              - D1a1a1a1a1b (F729)
                - D1a1a1a1a1b2 (Y147589,BY134798)　最近共通祖先3700年前　 日本[7]

          - D1a1a1a1b (Z31591)　最近共通祖先10400年前
            - D1a1a1a1b1 (Z31599)　最近共通祖先3100年前
              - D1a1a1a1b1b (Z31584)

      - D1a1a1b (F1070)　最近共通祖先12500年前
        - D1a1a1b1 (BY12793/Z41225)　最近共通祖先11400年前
          - D1a1a1b1a (BY12738/Z40958)　最近共通祖先2600年前

  - D1a1b (P99)　最近共通祖先10900年前　チベット、モンゴル、中央アジア等
    - D1a1b1 (P47)
      - D1a1b1a (M533)
        - D1a1b1a1 (PH116/Y14736)
          - D1a1b1a1a (F1771)
            - D1a1b1a1a1 (BY12625)